# Damaturu
Damaturu è una città della Repubblica Federale della Nigeria appartenente allo stato di Yobe.
È il capoluogo dell'omonima area a governo locale (local government area) che si estende su una superficie di 2.366 km² e conta una popolazione di 88.014 abitanti.